# 網倉正己
網倉正己（あみくら まさき、1959年1月31日 - ）は、日本の実業家。
1981年武蔵大学経済学部卒業。同年4月国分入社。2001年3月首都圏第三支社第一営業部第一支店長、2003年3月首都圏第二支社第二営業部第一支店長、2003年9月東北支社副支社長兼営業・商品企画担当副部長、2006年1月東北支社副部長兼営業・商品企画担当副部長、2010年4月菓子統括部副部長、2010年6月菓子統括部副部長兼日。日本橋菓房において2013年1月1日付で、代表取締役社長に就任。